# 80 huszár
A 80 huszár Sára Sándor rendező 1978-ban készült színes, magyar filmdrámája. A történelmi film a Lenkey-huszárszázad történetét és más hiteles forrásokat feldolgozva emléket állít a levert 1848–49-es forradalom és szabadságharcnak.

## Történet
1848 tavaszán egész Európa forrong. Lengyelországban egy kisvárosban állomásozik Paál Farkas kapitány huszárszázada. A magyarok közül az egyik közkatona szökni próbál, hogy visszatérjen a szülőfalujába. Elfogják, visszahozzák, és a császári tábornok parancsára a város főterén nyilvánosan megvesszőzik. A brutális büntetés a lengyelekből először tiltakozást majd lázadást vált ki. A huszárcsapatot büntetésből Prága környékére akarják helyezni. Az osztrák kötelékhez tartozó egység tagjai ekkor a tiltás ellenére megszöknek és hazaindulnak. A szökevények kalandos útja ezer veszéllyel teli. Harcot kell vívniuk az út nehézségeivel: a természettel, a kiszolgáltatottsággal, az éhséggel, a gyávasággal, az őket üldöző ellenséges túlerővel, és rájuk vár a birodalom retorziója is.

## Szereplők
- Paál Farkas kapitány – Dózsa László
- Bódog Szilveszter főhadnagy – Tordy Géza
- Korsós András – Madaras József
- Csordás István – Cserhalmi György
- Ács Péter – Juhász Jácint
- Máté Péter – Oszter Sándor
- Bíró Mózes – Polgár Géza
- Csuha Márton – Csikos Gábor
- Leopold Krüger tábornok – Szabó Sándor
- Haller kapitány – Lőte Attila
- Osztrák vezénylő tiszt – Mécs Károly

## Forgatási helyszínek
A külső forgatási helyszínek között szerepelt a lengyel Tátrai Nemzeti Park területe és Bem József szülővárosa, Tarnów is. A lápban zajló harcot a Diósjenő határában fekvő tónál forgatták.

## DVD
2014-ben DVD-n is megjelent a Magyar Nemzeti Digitális Archívum és Filmintézet kiadásában.